# HV Alkmaar & Omstreken
A&O (voluit Alkmaar en Omstreken) is een Nederlandse handbalvereniging uit Alkmaar. De club is opgericht op 3 januari 2013.
Anno 2020 heeft A&O geen enkel seniorenteam in de nationale competities van het NHV, wel zijn er verschillende jeugdteams in competitieverband bij het NHV.